# شخصية الفرد العراقي (كتاب)
شخصية الفرد العراقي هو كتاب لعالم الإجتماع العراقي علي حسين الوردي. هذا الكتاب كان في الأصل محاضرة ألقاها الوردي في خمسينيات القرن الماضي، حيث يضم الكتاب محاضرة هي أشبه بالمقالة الأدبية منها بالبحث العلمي، وهي كُتبت على أساس الاسترسال الفكري وتداعي الخواطر ولم يكن الغرض منها أول الامر ان تُطبع أو تُنشر على القرّاء بهذا الشكل الحاضر. ينقسم الكتاب إلى قسمين رئيسيين: في القسم الأول يحاول الوردي عرض الشخصية البشرية بوجه عام، تلك التي يصنعها المجتمع، لذا فإن الفرد -أي فرد- ما هو في حقيقته إلا صنيعة من صنائع المجتمع الذي يعيش فيه. وقد ركز في هذا القسم على الناحية الاجتماعية من الشخصية، وعند انتقاله إلى دراسة شخصية الفرد العراقي حاول فحص المجتمع العراقي لمعرفة كيفية نمو الشخصية الفردية فيه على ضوء علم الاجتماع الحديث وخصصه لتفسير ازدواجية شخصية الفرد العراقي ومنه جاء عنوان الكتاب.

## تحليله للشخصية العراقية
حلل علي الوردي الشخصية العراقية على اعتبارها شخصية ازدواجية تحمل قيم متناقضة هي قيم البداوة وقيم الحضارة، ولـجغرافية العراق أثر في تكوين الشخصية العراقية فهو بلد يسمح ببناء حضارة بسبب النهرين ولكن قربه من الصحراء العربية جعل منه عرضة لهجرات كبيرة وكثيرة عبر التاريخ آخرها قبل 250 سنة تقريباً. وصف علي الوردي العراق بالبوتقة لصهر البدو المهاجرين ودمجهم بالسكان الذين سبقوهم بالأستقرار والتحضر، فتنشئ لديهم قيمتان: قيمة حضرية وقيمة بدوية؛ فالعراقي ينادي بقيم الكرامة والغلبة ولكن حياته تجبره على الانصياع لقيم التحضر. أكّد الوردي أن التناقض موجود في كل نفس بشرية ولكنه في النفس العراقية أقوى وأوضح لأن قيم البداوة والزراعة قد إزدوجتا في العراق منذ أقدم العصور. وأضاف «واني وان كنت غير واثق من نتيجة هذه الدراسة؛ ولكني أجد كثيراً من القرائن تؤيدني فيما أذهب اليه». ويذكر من هذه القرائن: «أن العراقي سامحه الله أكثر من غيره هياما بالمثل العليا ودعوة اليها في خطاباته وكتاباته، ولكنه في الوقت نفسه من أكثر الناس انحرافاً عن هذه المثل في واقع حياته» و «أنه أقل الناس تمسكاً بالدين، وأكثرهم انغماساً في النزاع بين المذاهب الدينية، فتراه ملحداً من ناحية وطائفياً من ناحية أخرى». وينبّه الوردي إلى أن العراقي بهذه الصفات «ليس منافقاً أو مرائياً كما يحب البعض أن يسمه بذلك، بل هو في الواقع ذو شخصيتين، وهو إذ يعمل بإحدى شخصيتيه ينسى ما فعل آنفا بالشخصية الأخرى، فهو إذ يدعو إلى المثل العليا أو المباديء السامية، مخلّص فيما يقول، جاد فيما يدّعي، أما إذا بدر منه بعدئذٍ عكس ذلك، فمردّه إلى ظهور نفس أخرى فيه لا تدري ماذا قالت النفس الأولى وماذا فَعَلتْ».